# Rhinocricus nodulipes
Rhinocricus nodulipes är en mångfotingart som beskrevs av Filippo Silvestri. Rhinocricus nodulipes ingår i släktet Rhinocricus och familjen Rhinocricidae. Inga underarter finns listade i Catalogue of Life.